# سامان پاکباز
سامان پاکباز (متولد شهر  سی سخت) استان کهگیلویه و بویراحمد ورزشکار رشته دو و میدانی اهل ایران است وی عضو تیم ملی دو و میدانی نابینایان است.

## حضور در پارالمپیک
وی به عنوان یکی از نمایندگان ایران در بازی‌های پارالمپیک تابستانی ۲۰۱۶ به ریودوژانیرو برزیل اعزام شد و در ماده پرتاب وزنه با پرتابی به میزان ۱۵ متر و ۹۸ سانتیمتر، پس از پرتاب‌گر اسپانیایی در جایگاه دوم ایستاد و به نشان نقره دست یافت.وی در سال ۱۳۹۴ موفق به کسب دو مدال طلا در مسابقات جهانی کره جنوبی و یک مدال طلا و یک مدال نقره در قطر و یک مدال طلا و یک مدال نقره در دبی در رشته های پرتاب دیسک و پرتاب وزنه شده است.ایشان هم چنین در مسابقات پار آسیایی جاکارتا در سال2018موفق به کسب مدال طلا شد.